# Fuzzy navel
Fuzzy navel, ungefär "luden navel", är en alkoholhaltig drink som introducerades på 1980-talet. Den består av lika delar persikolikör och apelsinjuice och serveras normalt i ett highballglas.

## Historik
Likörtillverkaren National Distillers, som då ägdes av den holländska likörtillverkaren DeKuyper, hade båda ett rykte av att göra billiga likörer av låg kvalitet. De tog fram  persikolikören Peachtree Schnapps och behövde ett sätt att marknadsföra den. enligt en tradition hade de tidigare haft kontakt med Ray Foley, som var bartender på The Manor i New Jersey, och presenterade sin produkt och bad honom ta fram en drink. Han blandade med apelsinjuice och garnerade med en apelsinskiva. Foley namngav drinken Fuzzy navel, där ordet fussy, ungefär "luden", anspelade på persikans lite ludna skal och ordet navel kom från navelapelsin.
DeKuyper marknadsförde sedan sin produkt hårt i New York. Drinken sågs som ny, fräsch och lättdrucken och den hade ett säljande namn. Ray Foley hade också en filosofi att drinkar skulle gå snabbt att blanda och ingredienserna var billiga vilket gjorde den populär även bland barägarna.
Enligt en annan tradition togs den fram av Jack Sherman, som arbetade med att saluförda likörer, på Waggin' Tongue Bar i Omaha.
Namnet och framgångarna skapade en ny trend på 1980-talet som den första av flera söta, billiga och lättskänkta drinkar som hade knasiga namn, inte sällan med sexuella anspelningar. Andra exempel är Slippery nipple, Silk panties, Ball banger och mer explicita Sex on the beach och Orgasm.
Trenden togs emot väl av festsugna ungdomar och har etablerats som en del av 80-talskulturen där sexuella anspelningar var vanliga i till exempel MTV:s musikvideor. Den kritiserades av mat- och dryckesskribenter som menade att ingen köpte drinkarna för att de var goda, utan för att de var roliga att beställa, lättdruckna och skapade feststämning, samt att de lanserades hårt för att de var snabba att göra med billiga ingredienser.

## Varianter
- Hairy navel, spetsad med vodka.[3]
- Pierced fuzzy navel, spetsad med vodka och tillsatt med några stänk grenadin för att symbolisera blodstänk.[3]